# Семь планет

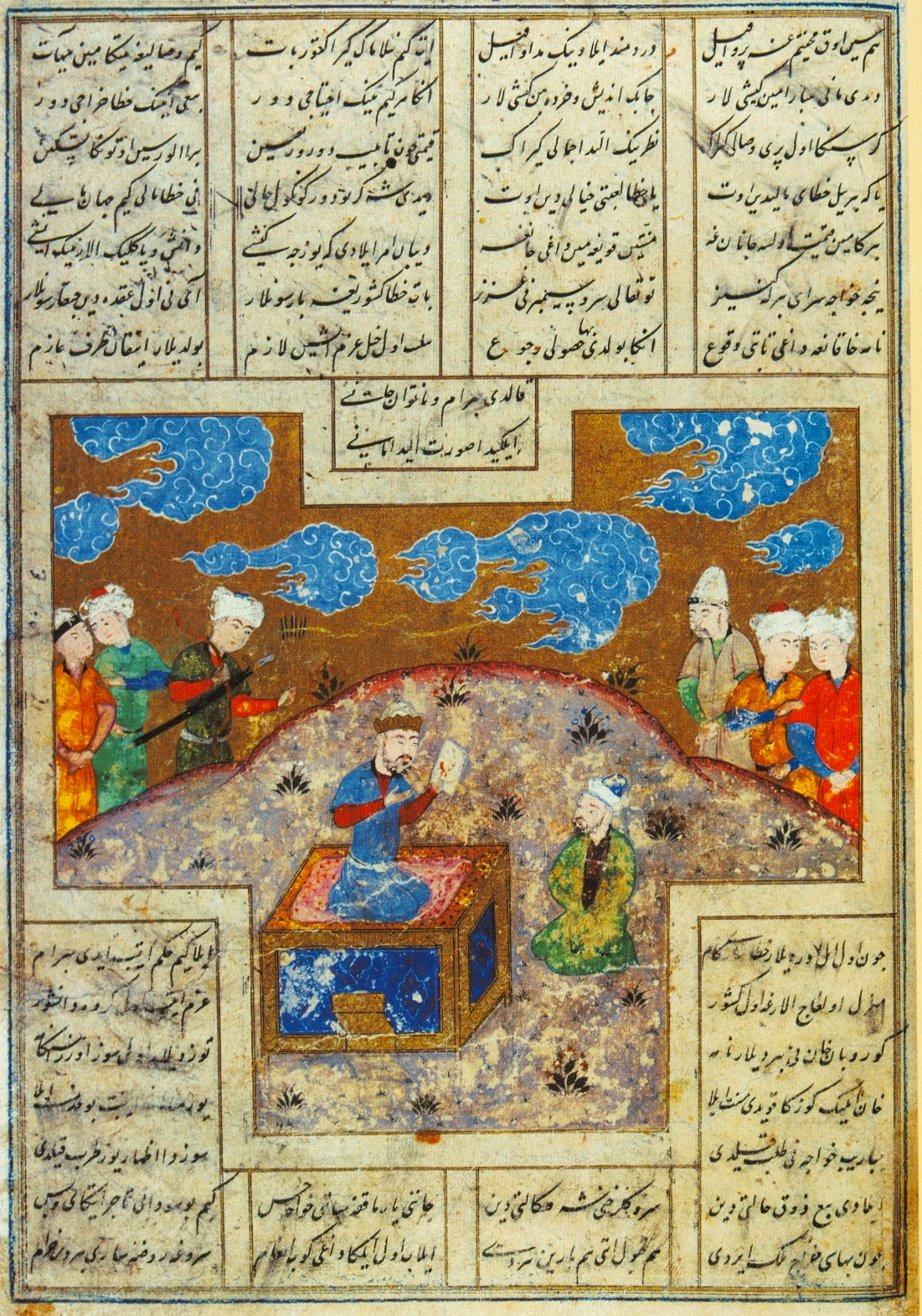
Миниатюра из произведения "Семь планет" (1521)

Семь планет (سبعه سیار, Sab'ai Sayyor) — поэма Алишера Навои, написанная в 1484 году на чагатайском языке. Является составной частью сборника Хамса, хотя представляет собой самостоятельное произведение, посвященное персидскому царю Бахраму и его любви к китайской принцессе Дилорам. В основе поэмы лежат Семь красавиц Низами Гянджеви, где главным героем также является Бахрам. Поэма содержит 31 главу. 

## Содержание
Могущественный персидский шах Бахрам (Баҳром) любил вино (май), пиры (базм) и охоту (сайд). Как-то в степи он встречает странника (мусофир), который оказывается художником Мани. Тот преподносит в дар шаху портрет (сурат) китайской луноликой красавицы (луъбат) Дилорам. Бахрам теряет покой и сон, желая заполучить красавицу в свой гарем. Однако даже приезд каравана с новой женой не успокаивают его. Страсть (ишқ) сжигает Бахрама, отвлекая от государственных дел. Навои проводит мысль, что "несовместим с любовью царский сан": невозможно думать одновременно о стране и любимой. При этом шах не желает отказываться от власти, так как боится, что потеряет ценность в глазах любимой. Это противоречие достигает своего апогея во время охоты на газелей (ғазол), когда Дилорам не проявляет должной почтительности своему повелителю. Чтобы сохранить лицо, Бахрам вынужден изгнать её, однако вскоре его собственное решение причиняет ему сильную душевную боль. Для возвращения Бахрама к реальной жизни подданные строят семь дворцов (каср) по числу дней недели (цвета дворцов соответствуют Низами). В каждом дворце живет красавица и с каждым дворцом связана своя история. Например, в золотом дворце живет румийка. С ним связано воскресенье и история про ювелира Зайда. Однажды Бахрам узнает, что Дилорам жива и находится в Хорезме. Влюбленные воссоединяются. Однако как бы не был могуществен Бахрам, но и его настигает смерть. Он гибнет во время своей очередной охоты, увязнув в болотистой трясине.

## Семь дворцов Бахрама
| День                  | Цвет                                     | Страна         | Планета  |
| --------------------- | ---------------------------------------- | -------------- | -------- |
| Суббота (шанба)       | Мускус (мушк)                            | Серендип       | Сатурн   |
| Воскресенье (якшанба) | Золото (зор)                             | Рум            | Солнце   |
| Понедельник (душанба) | Зеленый цвет (яшил) / Изумруд (зумуррад) | Миср           | Луна     |
| Вторник (сеншанба)    | Красный цвет (гулранг)                   | Индия          | Марс     |
| Среда (чоршанба)      | Бирюзовый цвет (фирўз) / лотос (нилуфар) | Йемен          | Меркурий |
| Четверг (панжшанба)   | Сандаловый цвет                          | ?              | Юпитер   |
| Пятница               | Белый цвет (оқ) / камфора (кофур)        | Китай / Хорезм | Венера   |

## Поэтика Семи планет
Поскольку Семь планет это, главным образом, лирическое произведение, то описание красоты (жамол) главной героини Дилорам занимает важное место. Она уподобляется Зухре (Венера) и сравнивается с кипарисом (сарв). Дилорам дается эпитет париваш, то есть "похожая на пери". Её глаза Навои уподобляет глазам джейранов из Хотана, а изгиб бровей крышам языческих храмов (дайр). Одежда Дилором была из красного (гулнор, гранатового) шелка.